# Kurmi
Kurmi é uma casta hindu de cultivo da planície gangética oriental no norte da Índia. 

## Etimologia
Há várias teorias sobre final do século XIX da etimologia de Kurmi. De acordo com Jogendra Nath Bhattacharya (1896), a palavra pode ser derivada de uma língua tribal indiana, ou ser um termo composto sânscrito krishi karmi, "agriculturalista". Uma teoria de Gustav Salomon Oppert (1893) sustenta que pode ser derivada de kṛṣmi, que significa "lavrador".

## História

### Séculos XVIII e XIX
Os registos da época indicam que dentro do oeste de Bihar, os kurmi tinham cultivado uma aliança com os Ujjainiya Rajputs no poder. Muitos líderes da comunidade kurmi lutaram lado a lado com o rei ujjainiya, Kunwar Dhir quando se rebelou contra os Mughals em 1712. Entre os líderes comunitários de Kurmi que se juntaram à sua revolta estavam Nima Seema Rawat e Dheka Rawat.
Com a continuação do domínio mogol no início do século XVIII, os habitantes do subcontinente indiano, muitos dos quais estavam armados e nómadas, começaram a aparecer mais frequentemente em áreas estabelecidas e a interagir com os habitantes e os agricultores. Muitos novos governantes do século XVIII vieram de tais origens nómadas. O efeito desta interação na organização social da Índia durou bem no período colonial. Durante grande parte deste tempo, os lavradores e pastores não-elite, como os Kurmi, faziam parte de um espectro social que se misturava apenas indistintamente nas classes de elite de landowning numa extremidade, e as classes meniais ou ritualmente poluentes do outro.

Os Kurmi eram famosos como jardineiros do mercado. No oeste e norte de Awadh, por exemplo, durante grande parte do século XVIII, a nobreza muçulmana ofereceu aos Kurmi taxas de aluguer altamente descontadas para limpar a selva e cultivá-la. Uma vez que o terreno tinha sido trazido de forma estável sob o arado, no entanto, a renda dos terrenos foi geralmente aumentada para 30 a 80 por cento acima da taxa de curso. Embora os funcionários das receitas britânicas mais tarde atribuíssem a elevada renda ao preconceito entre as castas rurais de elite contra o manuseamento do arado, a principal razão foi a maior produtividade do Kurmi, cujo sucesso reside no estrume superior. De acordo com o historiador Christopher Bayly,
Enquanto a maioria dos cultivadores estrudiaa apenas as terras em torno da aldeia e usava estas terras para cultivar cereais alimentares, Kurmis evitou usar estrume animal para combustível e esbanjou as terras mais pobres mais longe da aldeia (a manjha). Conseguiram, portanto, cultivar culturas de mercado valiosas, como batatas, melões e tabaco imediatamente ao redor da aldeia, semear grãos finos na manjha, e restringir as pobres culturas de subsistência de milho à periferia. Uma rede de ganjs (mercados rurais fixos) e colonatos de Kurmi ou Kacchi poderia transformar uma economia local dentro de um ou dois anos.
Também se sentiram influências transculturais. Os lavradores hindus adoravam santuários muçulmanos nas pequenas cidades fundadas pelos seus senhores muçulmanos. Os Kurmis hindus de Chunar e Jaunpur, por exemplo, assumiram o costume muçulmano de se casar em primos, primos e de enterrar os seus mortos. Em algumas regiões, o sucesso dos Kurmis como lavradores levou à propriedade de terras, e a promessas de elevado estatuto, como se nota, por exemplo, por Francis Buchanan no início do século XIX entre os Ayodhya Kurmis dos Awadh. Antes, no final do século XVIII, quando Asaf-Ud-Dowlah, o quarto Nawab de Awadh, tentou conceder o título de Kshatriya de Raja a um grupo de influentes aterrou Ayodhya Kurmis, ele foi frustrado por uma oposição unida de Rajputs, que eram eles mesmos (como descrito por Buchanan), "um grupo de recém-chegados à corte, que tinha sido soldados camponeses apenas alguns anos antes..." De acordo com o historiador William Pinch:
Rajputs de Awadh, que juntamente com brahmans constituíram os principais beneficiários do que o historiador Richard Barnett caracteriza como "o programa permissivo de mobilidade social de Asaf", não estavam dispostos a deixar que essa mobilidade ultrapassasse certas fronteiras socioculturais arbitrárias. ... As reivindicações divergentes de estatuto no século XIX (e anteriormente) ilustram o ponto de que, para os não-muçulmanos, enquanto varna era geralmente aceite como base para a identidade, em todo o pouco acordo prevaleceu no que diz respeito ao lugar do indivíduo e da jati dentro de uma hierarquia de varna.
Embora a exploração camponesa livre tenha sido o pilar da agricultura em muitas partes do norte da Índia no século XVIII, em algumas regiões, uma combinação de fatores climáticos, políticos e demográficos levou à crescente dependência de cultivadores camponeses como o Kurmi. Na divisão benares, que tinha sido sob a alçada de receitas da British East India Company em 1779, a fome chalisa de 1783 e a procura incansável de receitas da Empresa reduziram o estatuto de muitos cultivadores kurmi. Um agente de receitas britânico escreveu em 1790: "Infelizmente aconteceu que durante a fome disse que uma grande parte dos Kurmis, Kacchis e Koeris estavam neste distrito, assim como em outros suplantados por Brahmans... " e lamentou a perda de receitas agrícolas em parte devido a esta mutação desfavorável entre os cultivadores ..."

Na primeira metade do século XIX, as pressões económicas sobre as grandes classes de landowning aumentaram notavelmente. Os preços das terras agrícolas caíram ao mesmo tempo que a Companhia das Índias Orientais, após a aquisição das províncias de Ceded e Conquista (mais tarde as províncias do Noroeste) em 1805, começou a pressionar os proprietários de terras para mais receitas terrestres. A anexação de Awadh em 1856 criou mais medo e descontentamento entre a elite desembarcada, e pode ter contribuído para a rebelião indiana de 1857. As pressões económicas também abriram áreas marginais à agricultura intensiva e transformaram as fortunas dos camponeses não-de-elite, como os Kurmis, que os trabalhavam. Após a rebelião, as classes de desembarque, derrotadas, mas ainda pressionadas economicamente no novo Raj britânico, tentaram tratar os seus inquilinos e trabalhadores como pessoas de baixo nível e exigir-lhes mão de obra não remunerada. De acordo com a antropóloga histórica Susan Bayly,
Em alguns casos, estas foram tentativas de evitar o declínio revigorando ou intensificando as formas de serviço habitual existentes. Noutros locais, estas eram exigências totalmente novas, muitas delas impostas a lavradores "limpos" e criadores de gado como os Koeris, Kurmis e Ahirs amantes de Ram e Krishna... Em qualquer dos casos, estas chamadas foram reforçadas com apelos à teoria da varna sanskritic e à convenção de castas brahmanical. ... Os lavradores Kurmi e Goala/Ahir que detinham contratos destes 'escudeiros' viram-se identificados como Shudras, ou seja, pessoas que foram mandatadas para servir as dos superiores Kshatriya e Brahman varnas.
As classes de elite, como Rajputs e Bhumihars, procuraram agora apresentar-se como portadores de bandeiras da antiga tradição hindu. Ao mesmo tempo, houve uma proliferação de rituais brahmanical no quotidiano da elite, um maior stress nas linhagens puras, condições mais rigorosas colocadas em alianças matrimoniais, e, como notado por alguns reformadores sociais da época, um aumento entre os Rajputs de infanticídio feminino, uma prática que tinha pouca história entre os Kurmis.

A segunda metade do século XIX também se sobrepôs em grande parte à chegada da era da etnologia — interpretada na altura como a ciência da raça — no estudo das sociedades de todo o mundo. Embora mais tarde, para ser desacreditado, os métodos desta disciplina foram avidamente absorvidos e adotados na Índia Britânica, assim como os da ciência emergente da antropologia. Impulsionado, em parte, pela fermentação intelectual da disciplina e, em parte, pelas compulsões políticas tanto na Grã-Bretanha como na Índia, surgiram duas visões dominantes da casta entre os administradores-estudiosos da época. De acordo com Susan Bayly:
Aqueles como (Sir William) Hunter, bem como as figuras-chave de H. H. Risley (1851-1911) e o seu protegido Edgar Thurston, que foram discípulos do teórico da raça francesa Topinard e seus seguidores europeus, subsumiram discussões sobre castas em teorias de essências de raça biologicamente determinadas, ... Os seus grandes rivais foram os teóricos materiais ou ocupacionais liderados pelo etnógrafo e folclore William Crooke (1848-1923), autor de uma das mais lidas sondagens provinciais castas e tribos, e outros influentes académicos-oficiais como Denzil Ibbetson e E. A. H. Blunt.
Vendo a casta como uma força fundamental na vida indiana, Risley, especialmente, influenciou opiniões oficiais expressas tanto nos Censos da Índia Britânica como no Gazeta Imperial, trazidos por Hunter. Risley é mais conhecido pela atribuição agora descontada de todas as diferenças de casta a proporções variadas de sete tipos raciais que incluíam "Dravidian", "Aryo-Dravidian" e "Indo-Ariano". Os Kurmi caíram em duas categorias. No mapa etnológico da Índia publicado no Gazeta Imperial da Índia de 1909 e baseado no Censo de 1901 supervisionado por Risley, o Kurmi das Províncias Unidas foi classificado como "Aryo-Dravidian", enquanto o Kurmi das Províncias Centrais foi contado entre os "Dravidianos". No Censo da Índia de 1901, a categoria de varna, o sistema de quatro classificações, foi incluída na classificação oficial da casta a única vez que tal aconteceu. Nas Províncias Unidas (UP), os Kurmis foram classificados em "Classe VIII: Castas de quem alguns dos nascidos duas vezes levariam água e pakki (alimentos cozidos com ghee), sem dúvida;" enquanto que, em Bihar, estavam listados em: "Classe III, Clean Sudra, Subclasse (a)". De acordo com William Pinch, "a hierarquia de Risley (para as Províncias Unidas) foi muito mais elaborada do que a de Bihar, sugerindo que alegações de respeitabilidade social podem ter sido mais profundamente entrincheiradas na metade ocidental da Planície Gangética."
Nos escritos dos teóricos ocupacionais, os Kurmis e os Jats passaram a ser exaltados pelo seu propósito, incansável e economia, tudo isso, de acordo com escritores como Crooke, Ibbetson e Blunt tinha sido largamente abandonado pela elite desembarcada. Crooke escreveu sobre o Kurmi em 1897:
São a tribo agrícola mais trabalhadora e trabalhadora da província. A indústria da sua mulher passou para um provérbio:
Bhali jât Kurmin, khurpi hât,
Khet nirâwê apan pî kê sâth.
"Uma sorte boa é uma mulher Kurmi; ela leva sua batata e ervas daninhas do campo com seu senhor."
De acordo com Susan Bayly,
Em meados do século XIX, influentes especialistas em receitas relatavam que podiam distinguir a casta de um homem desembarcado, simplesmente olhando para as suas colheitas. No Norte, estes observadores afirmavam que um campo de "cevada de segunda categoria" pertenceria a um Rajput ou Brahman que se orgulhava de evitar o arado e de se separar das suas mulheres. Tal homem seria culpado pelo seu próprio declínio, mortificando-se e vendendo as suas terras para manter os seus dependentes improdutivos. Pela mesma lógica, um campo florescente de trigo pertenceria a um lavrador não nascido duas vezes, sendo o trigo uma cultura que requer habilidade e iniciativa por parte do cultivador. Estes, disseram comentadores como Denzil Ibbetson e E. A. H. Blunt, eram as qualidades do "camponês" não patrício – o thrifty Jat ou o canny Kurmi na Alta Índia, .... Virtudes semelhantes seriam encontradas entre as populações de jardinagem de mercado mais pequenas, sendo estas as pessoas conhecidas como Keoris no Hindustan, ....

### Século XX
À medida que as pressões económicas sobre os grupos de desembarque patrício continuaram durante o resto do século XIX e até ao início do século XX, houve cada vez mais exigências de mão de obra não remunerada dirigida ao Kurmi e a outros cultivadores não-elite. As exigências das elites desembarcadas foram dissimuladas em promessas dos seus antigos direitos como proprietários de terras "duas vezes nascidos" e do alegado estatuto humilde, mesmo servil, dos Kurmis, que os obrigava a servir. Por vezes encorajado por simpáticos funcionários britânicos e noutras alturas transportadas pela onda de sentimento igualitário que então é espoletado pelos movimentos devocionais vaishnava, especialmente os baseados nas Ramcharitmanas de Tulsidas, os Kurmis resistiram em grande parte a estas exigências. A sua resistência, no entanto, não assuma a forma de negação da casta ou de imposição à casta, mas sim de desacordo sobre a sua posição no ranking da casta. Um atributo notável do movimento Kurmi-kshatriya resultante foi a liderança fornecida por Kurmis educado que agora preenchiam os níveis mais baixos e médios dos empregos governamentais. De acordo com William Pinch:
O manto de liderança nesta fase abateu-se sobre o bem relacionado Ramdin Sinha, um silvicultor do governo que tinha ganho notoriedade ao demitir-se do seu posto oficial para protestar contra uma circular provincial de 1894 que incluía Kurmis como uma "comunidade deprimida" e impediu-os, portanto, de recrutar para o serviço policial. O gabinete do governador foi inundado com cartas de um público indignado de Kurmi-kshatriya e logo foi obrigado a rescindir a alegação num comunicado de 1896 ao departamento de polícia "Sua Honra [o governador] é ... da opinião de que Kurmis constitui uma comunidade respeitável que ele estaria relutante em excluir do serviço do Governo." 
A primeira associação de castas Kurmi foi formada em 1894 em Lucknow para protestar contra a política de recrutamento da polícia. Seguiu-se uma organização em Awadh que procurava atrair outras comunidades – como os Patidars, Marathas, Kapus, Reddys e Naidus – sob o guarda-chuva do nome Kurmi. Este corpo então fez campanha para kurmis classificar-se como Kshatriya no recenseamento de 1901 e, em 1910, levou à formação do All India Kurmi Kshatriya Mahasabha. Em simultâneo, os sindicatos recém-constituídos dos agricultores, ou Kisan Sabhas — compostos por cultivadores e pastores, muitos dos quais eram kurmi, Ahir e Yadav (Goala), e inspirados por mendicantes hindus, como Baba Ram Chandra e Swami Sahajanand Saraswati — denunciaram os senhorios Brahman e Rajput como ineficazes e a sua moralidade como falsas. No vale rural de Ganges de Bihar e províncias da América Oriental, os cultos Bhakti de Rama, o incorruptível rei da tradição hindu, e Krishna, o divino rebanho de Gokul, há muito que estavam entrincheirados entre os Kurmis e Ahir. Os líderes dos Kisan Sabhas exortaram os seus seguidores de Kurmi e Ahir a reivindicarem o manto de Kshatriya. Promovendo o que foi anunciado como virilidade soldado, o Kisan Sabhas agitado pela entrada de agricultores não-elite no exército indiano britânico durante a Primeira Guerra Mundial; formaram sociedades de proteção das vacas; pediram aos seus membros que usassem o fio sagrado dos dois nascidos, e, ao contrário das próprias tradições curdas, sequestres as suas mulheres à maneira de Rajputs e Brahmins.
Em 1930, os Kurmis de Bihar juntaram-se aos agricultores yadav e koeri para entrar em eleições locais. Perderam mal, mas em 1934 as três comunidades formaram o partido político Triveni Sangh, que alegadamente tinha um milhão de membros que pagavam dívidas até 1936. No entanto, a organização foi desviada pela concorrência da Federação de Classe Atrasada, apoiada pelo Congresso, que foi formada por volta da mesma altura, e por co-opção de líderes comunitários pelo partido do Congresso. O Triveni Sangh sofreu muito nas eleições de 1937, embora tenha vencido em algumas áreas. A organização também sofria de rivalidades de castas, nomeadamente a capacidade organizacional superior das castas superiores que se opunham, bem como a incapacidade dos Yadav de renunciarem à sua crença de que eram líderes naturais e que os Kurmis eram de alguma forma inferiores. Problemas semelhantes alastram uma união de castas mais tarde planeada, o Raghav Samaj, com os Koeris.
Mais uma vez, na década de 1970, a Índia Kurmi Kshatriya Sabha tentou colocar os Koeris sob a sua ala, mas a desunião perturbou esta aliança.
Muitos exércitos privados baseados em castas surgiram em Bihar entre os anos 70 e 90, influenciados em grande parte pelos agricultores proprietários reagindo à crescente influência de grupos extremistas de esquerda. Entre eles estava o Mar de Bhumi, que foi atraído principalmente por jovens que tinham origem curda. Bhumi Sena era muito temido na região de Patna e também teve influência nos distritos de Nalanda, Jehanabad e Gaya.